# La pel·li del futbol
La pel·li del futbol (originalment en anglès, The Soccer Football Movie) és una pel·lícula d'animació estatunidenca del 2022 dirigida per Mitch Schauer. Es va estrenar el 9 de novembre de 2022 a la plataforma Netflix amb doblatge en català. Va representar ser la tercera pel·lícula original de Netflix doblada en aquesta llengua.
Narra la història de quatre adolescents seguidors de futbol que s'ajunten per ajudar els seus ídols a recuperar les seves habilitats al terreny de joc, després que un científic els hagi pres el seu talent. L'animació representa els futbolistes Zlatan Ibrahimović i Megan Rapinoe, que també hi posen la veu en el repartiment original.
El doblatge va ser produït per Tecnison i dirigit per Aleix Estadella a partir de la traducció de Daniel Solé. Compta amb les veus de Ramon Canals (Ibrahimović), Marta Rodríguez (Nautai), Iván Priego (O'Dang) i Sergio Omo (Palio), entre d'altres.

## Doblatge
| Personatge               | Doblatge original   | Doblatge en català |
| ------------------------ | ------------------- | ------------------ |
| Zlatan Ibrahimović       | Zlatan Ibrahimović  | Ramon Canals       |
| Nautai                   | Tania Gunadi        | Marta Rodríguez    |
| O'Dang                   | Kieran Walton       | Iván Priego        |
| Palio                    | Arnie Pantoja       | Sergio Olmo        |
| Zana                     | Madison Zamor       | Aina Lluch         |
| "Weird Al" Yankovic      | "Weird Al" Yankovic | Aleix Estadella    |
| Megan Rapinoe            | Megan Rapinoe       | Victòria Pagès     |
| Rob Stone                | Rob Stone           | Carles di Blasi    |
| Monstre de cua de cavall |                     | Eduard Doncos      |
| Senyora gran             |                     | Roser Aldabó       |
| Botiguer                 |                     | Toni Astigarraga   |
| Jugadora                 |                     | Mónica Ortiz       |
| Jugador                  |                     | Carlos Calvo       |